# Monte Domue
El monte Domue es el punto más elevado de la provincia de Tete, en el noroeste de Mozambique. Tiene 2095 m s. n. m. y se encuentra a pocos kilómetros de la frontera con Malaui, descollando por su altura en la meseta del distrito de Angónia.